# Lijst van landen in 1947
Hieronder volgt een lijst van landen van de wereld in 1947.

## Uitleg
- Op 1 januari 1947 waren er 64 onafhankelijke staten die door een ruime meerderheid van de overige staten erkend werden (inclusief Andorra[1] en exclusief Nieuw-Zeeland[2]). In 1947 verwierf Nieuw-Zeeland volledige onafhankelijkheid, komen ook India, Triëst (alleen de jure) en Pakistan als onafhankelijke staten bij en eindigt de bezetting van Irak, Finland, Hongarije, Roemenië en Bulgarije.
- De in grote mate onafhankelijke Britse dominions zijn weergegeven onder het kopje dominions van het Britse Rijk.
- Alle de facto onafhankelijke staten zonder ruime internationale erkenning zijn weergegeven onder het kopje niet algemeen erkende landen.
- Afhankelijke gebieden en gebieden die vaak als afhankelijk gebied werden beschouwd, zijn weergegeven onder het kopje niet-onafhankelijke gebieden.
- Autonome gebieden, bezette gebieden en micronaties zijn niet op deze pagina weergegeven.

## Staatkundige veranderingen in 1947
- 1 januari: de laatste geallieerde troepen verlaten Libanon.
- 25 januari: het mandaatgebied West-Samoa wordt een trustgebied.
- 18 juli: het Japanse Zuid-Pacifisch Mandaatgebied wordt het Amerikaanse Trustgebied van de Pacifische Eilanden.
- 14 augustus: Pakistan splitst zich af van Brits-Indië en wordt onafhankelijk.
- 15 augustus: einde van Brits-Indië. India wordt een onafhankelijke staat. Jammu en Kasjmir en Hyderabad en het Kanaat Kalat verklaren zich ook onafhankelijk, maar daarvan wordt de onafhankelijkheid niet erkend. Het Britse protectoraat Bhutan wordt een protectoraat van India en ook het Koninkrijk Sikkim, dat voorheen een vorstenland in Brits-Indië was, wordt een protectoraat van India.
- 15 september: de Vrede van Parijs treedt in werking. Hierdoor draagt Italië diverse Adriatische Eilanden (Cres, Lošinj, Lastovo en Palagruža), het zuiden van het schiereiland Istrië, de exclave Zadar en Primorska over aan Joegoslavië. De Dodekanesos (Egeïsche Eilanden) worden afgestaan aan Griekenland, La Brigue en Tende aan Frankrijk en Sazan aan Albanië. Verder moet Italië afstand doen van al haar claims op de in de Tweede Wereldoorlog verloren kolonies en wordt de Vrije Zone Triëst opgericht als de jure onafhankelijke staat (in de praktijk een geallieerde bezettingszone). Ook komt er op deze dag een einde aan de Russische bezetting van Bulgarije, Finland, Roemenië en Hongarije. De grenzen tussen Finland en de Sovjet-Unie worden hersteld tot zoals afgesproken bij de Vrede van Moskou met uitzondering van Porkkala dat voor een aantal jaar door de Russen wordt geleaset en Petsjenga (Petsamo) dat door de Sovjet-Unie wordt geannexeerd. Hongarije doet officieel afstand van Transsylvanië (aan Roemenië), Oost-Slovenië (aan Joegoslavië), Zuid-Slowakije (aan Tsjecho-Slowakije) en de Karpato-Oekraïne (aan de Sovjet-Unie). Roemenië doet officieel afstand van Moldavië (aan de Sovjet-Unie) en de Zuidelijke Dobroedzja (aan Bulgarije). Bulgarije doet officieel afstand van de geannexeerde gebieden in Macedonië (aan Joegoslavië) en West-Thracië, Samothrake en Thasos (aan Griekenland).
- 17 september: einde van de geallieerde bezetting in Friuli-Venezia Giulia. Het gebied komt weer onder controle van Italië.
- 26 oktober: einde van de Britse bezetting van Irak.
- 27 oktober: einde van de de facto onafhankelijkheid van Jammu en Kasjmir. Het gebied blijft een twistpunt tussen India en Pakistan.
- 1 november: Nauru, dat een mandaatgebied was van de Volkenbond wordt een trustschap van de Verenigde Naties.
- 25 november: het dominion Nieuw-Zeeland verwerft volledige onafhankelijkheid van het Verenigd Koninkrijk.
- 15 december: Saarland wordt een Frans protectoraat (voorheen bezet gebied).
- 26 december: het Verenigd Koninkrijk draagt de Heard en McDonaldeilanden over aan Australië.
- 30 december: het Koninkrijk Roemenië wordt de Volksrepubliek Roemenië.

## Algemeen erkende landen

### A
| Korte landsnaam (Nederlands) | Officiële landsnaam (Nederlands) | Korte landsnaam (oorspronkelijke taal/talen) |
| ---------------------------- | -------------------------------- | -------------------------------------------- |
| Afghanistan                  | Koninkrijk Afghanistan           | Dari en Pasjtoe: Afghānestān / افغانستان     |
| Albanië                      | Volksrepubliek Albanië           | Albanees: Shqipëria                          |
| Andorra                      | Vorstendom Andorra               | Catalaans: Andorra                           |
| Argentinië                   | Argentijnse Republiek            | Spaans: Argentina                            |
| Australië                    | Gemenebest Australië             | Engels: Australia                            |

### B
| Korte landsnaam (Nederlands)   | Officiële landsnaam (Nederlands)               | Korte landsnaam (oorspronkelijke taal/talen)      |
| ------------------------------ | ---------------------------------------------- | ------------------------------------------------- |
| België                         | Koninkrijk België                              | Duits: Belgien Frans: Belgique Nederlands: België |
| Bolivia                        | Republiek Bolivia                              | Spaans: Bolivia                                   |
| Brazilië                       | Republiek van de Verenigde Staten van Brazilië | Portugees: Brasil                                 |
| Bulgarije (vanaf 15 september) | Volksrepubliek Bulgarije                       | Bulgaars: Bălgarija / България                    |

### C
| Korte landsnaam (Nederlands) | Officiële landsnaam (Nederlands) | Korte landsnaam (oorspronkelijke taal/talen) |
| ---------------------------- | -------------------------------- | -------------------------------------------- |
| Canada                       | Dominion Canada                  | Engels en Frans: Canada                      |
| Chili                        | Republiek Chili                  | Spaans: Chile                                |
| China                        | Republiek China                  | Mandarijn: Zhongguo / 中國                   |
| Colombia                     | Republiek Colombia               | Spaans: Colombia                             |
| Costa Rica                   | Republiek Costa Rica             | Spaans: Costa Rica                           |
| Cuba                         | Republiek Cuba                   | Spaans: Cuba                                 |

### D
| Korte landsnaam (Nederlands) | Officiële landsnaam (Nederlands) | Korte landsnaam (oorspronkelijke taal/talen) |
| ---------------------------- | -------------------------------- | -------------------------------------------- |
| Denemarken                   | Koninkrijk Denemarken            | Deens: Danmark                               |
| Dominicaanse Republiek       | Dominicaanse Republiek           | Spaans: Republica Dominicana                 |

### E
| Korte landsnaam (Nederlands) | Officiële landsnaam (Nederlands) | Korte landsnaam (oorspronkelijke taal/talen) |
| ---------------------------- | -------------------------------- | -------------------------------------------- |
| Ecuador                      | Republiek Ecuador                | Spaans: Ecuador                              |
| El Salvador                  | Republiek El Salvador            | Spaans: El Salvador                          |
| Ethiopië                     | Keizerrijk Ethiopië              | Amhaars: Ītyop'iya / ኢትዮጵያ                   |

### F
| Korte landsnaam (Nederlands) | Officiële landsnaam (Nederlands) | Korte landsnaam (oorspronkelijke taal/talen) |
| ---------------------------- | -------------------------------- | -------------------------------------------- |
| Filipijnen                   | Republiek der Filipijnen         | Engels: Philippines Filipijns: Pilipinas     |
| Finland (vanaf 15 september) | Republiek Finland                | Fins: Suomi Zweeds: Finland                  |
| Frankrijk                    | Franse Republiek                 | Frans: France                                |

### G
| Korte landsnaam (Nederlands) | Officiële landsnaam (Nederlands) | Korte landsnaam (oorspronkelijke taal/talen) |
| ---------------------------- | -------------------------------- | -------------------------------------------- |
| Griekenland                  | Koninkrijk Griekenland           | Grieks: Hellas / 'Ελλας                      |
| Guatemala                    | Republiek Guatemala              | Spaans: Guatemala                            |

### H
| Korte landsnaam (Nederlands)   | Officiële landsnaam (Nederlands) | Korte landsnaam (oorspronkelijke taal/talen) |
| ------------------------------ | -------------------------------- | -------------------------------------------- |
| Haïti                          | Republiek Haïti                  | Frans: Haïti                                 |
| Honduras                       | Republiek Honduras               | Spaans: Honduras                             |
| Hongarije (vanaf 15 september) | Republiek Hongarije              | Hongaars: Magyarország                       |

### I
| Korte landsnaam (Nederlands) | Officiële landsnaam (Nederlands) | Korte landsnaam (oorspronkelijke taal/talen) |
| ---------------------------- | -------------------------------- | -------------------------------------------- |
| Ierland                      | Ierland                          | Engels: Ireland Iers: Éire                   |
| IJsland                      | IJsland                          | IJslands: Ísland                             |
| India (vanaf 15 augustus)    | Unie van India                   | Engels: India Hindi: Bhārat / भारत            |
| Irak (vanaf 26 oktober)      | Koninkrijk Irak                  | Arabisch: al-ʿIrāq / العراق                  |
| Iran                         | Keizerrijk Iran                  | Perzisch: Īrān / ایران                       |
| Italië                       | Italiaanse Republiek             | Italiaans: Italia                            |

### J
| Korte landsnaam (Nederlands) | Officiële landsnaam (Nederlands)    | Korte landsnaam (oorspronkelijke taal/talen)                                    |
| ---------------------------- | ----------------------------------- | ------------------------------------------------------------------------------- |
| Jemen                        | Mutawakkilitisch Koninkrijk Jemen   | Arabisch: al-Yaman / اليمن                                                      |
| Joegoslavië                  | Federale Volksrepubliek Joegoslavië | Macedonisch en Servo-Kroatisch: Jugoslavija / Југославија Sloveens: Jugoslavija |

### L
| Korte landsnaam (Nederlands) | Officiële landsnaam (Nederlands) | Korte landsnaam (oorspronkelijke taal/talen) |
| ---------------------------- | -------------------------------- | -------------------------------------------- |
| Libanon                      | Republiek Libanon                | Arabisch: Lubnān / لبنان                     |
| Liberia                      | Republiek Liberia                | Engels: Liberia                              |
| Liechtenstein                | Vorstendom Liechtenstein         | Duits: Liechtenstein                         |
| Luxemburg                    | Groothertogdom Luxemburg         | Duits: Luxemburg Frans: Luxembourg           |

### M
| Korte landsnaam (Nederlands) | Officiële landsnaam (Nederlands) | Korte landsnaam (oorspronkelijke taal/talen) |
| ---------------------------- | -------------------------------- | -------------------------------------------- |
| Mexico                       | Verenigde Mexicaanse Staten      | Spaans: México                               |
| Monaco                       | Vorstendom Monaco                | Frans: Monaco                                |
| Mongolië                     | Volksrepubliek Mongolië          | Mongools: Mongol Uls / Монгол Улс /          |

### N
| Korte landsnaam (Nederlands)      | Officiële landsnaam (Nederlands) | Korte landsnaam (oorspronkelijke taal/talen) |
| --------------------------------- | -------------------------------- | -------------------------------------------- |
| Nederland                         | Koninkrijk der Nederlanden       | Nederlands: Nederland                        |
| Nepal                             | Koninkrijk Nepal                 | Nepalees: Nepal / नेपाल                        |
| Nicaragua                         | Republiek Nicaragua              | Spaans: Nicaragua                            |
| Nieuw-Zeeland (vanaf 25 november) | Dominion Nieuw-Zeeland           | Engels: New Zealand                          |
| Noorwegen                         | Koninkrijk Noorwegen             | Bokmål: Norge Nynorsk: Noreg                 |

### P
| Korte landsnaam (Nederlands) | Officiële landsnaam (Nederlands) | Korte landsnaam (oorspronkelijke taal/talen) |
| ---------------------------- | -------------------------------- | -------------------------------------------- |
| Pakistan (vanaf 14 augustus) | Dominion Pakistan                | Engels: Pakistan Urdu: Pākistān / پاکستان    |
| Panama                       | Republiek Panama                 | Spaans: Panamá                               |
| Paraguay                     | Republiek Paraguay               | Spaans: Paraguay                             |
| Peru                         | Peruviaanse Republiek            | Spaans: Perú                                 |
| Polen                        | Republiek Polen                  | Pools: Polska                                |
| Portugal                     | Portugese Republiek              | Portugees: Portugal                          |

### R
| Korte landsnaam (Nederlands)  | Officiële landsnaam (Nederlands)                                                  | Korte landsnaam (oorspronkelijke taal/talen) |
| ----------------------------- | --------------------------------------------------------------------------------- | -------------------------------------------- |
| Roemenië (vanaf 15 september) | Koninkrijk Roemenië (tot 30 december) Volksrepubliek Roemenië (vanaf 30 december) | Roemeens: România                            |

### S
| Korte landsnaam (Nederlands) | Officiële landsnaam (Nederlands)                 | Korte landsnaam (oorspronkelijke taal/talen)          |
| ---------------------------- | ------------------------------------------------ | ----------------------------------------------------- |
| San Marino                   | Republiek San Marino                             | Italiaans: San Marino                                 |
| Saoedi-Arabië                | Koninkrijk Saoedi-Arabië                         | Arabisch: al-ʿArabiya as-Saʿūdiyya / العربيّة السعودية |
| Sovjet-Unie                  | Unie van Socialistische Sovjetrepublieken (USSR) | Russisch: Sovjetski Sojoez / Советский Союз           |
| Spanje                       | Spaanse Staat                                    | Spaans: España                                        |
| Syrië                        | Syrische Republiek                               | Arabisch: Sūrīyā / سوريا                              |

### T
| Korte landsnaam (Nederlands) | Officiële landsnaam (Nederlands)      | Korte landsnaam (oorspronkelijke taal/talen)          |
| ---------------------------- | ------------------------------------- | ----------------------------------------------------- |
| Thailand                     | Koninkrijk Thailand                   | Thai: Prathet Thai / ประเทศไทย                        |
| Transjordanië                | Hasjemitisch Koninkrijk Transjordanië | Arabisch: Sharq al-ʾUrdun / شرق الأردن                |
| Triëst (vanaf 15 september)  | Vrije Zone Triëst                     | Italiaans: Trieste Kroatisch: Trsta Sloveens: Tržaško |
| Tsjecho-Slowakije            | Tsjecho-Slowaakse Republiek           | Slowaaks: Česko-Slovensko Tsjechisch: Československo  |
| Turkije                      | Republiek Turkije                     | Turks: Türkiye                                        |

### U
| Korte landsnaam (Nederlands) | Officiële landsnaam (Nederlands)    | Korte landsnaam (oorspronkelijke taal/talen) |
| ---------------------------- | ----------------------------------- | -------------------------------------------- |
| Uruguay                      | Republiek ten oosten van de Uruguay | Spaans: Uruguay                              |

### V
| Korte landsnaam (Nederlands) | Officiële landsnaam (Nederlands)                          | Korte landsnaam (oorspronkelijke taal/talen) |
| ---------------------------- | --------------------------------------------------------- | -------------------------------------------- |
| Vaticaanstad                 | Staat Vaticaanstad                                        | Italiaans: Città del Vaticano                |
| Venezuela                    | Verenigde Staten van Venezuela                            | Spaans: Venezuela                            |
| Verenigd Koninkrijk          | Verenigd Koninkrijk van Groot-Brittannië en Noord-Ierland | Engels: United Kingdom                       |
| Verenigde Staten             | Verenigde Staten van Amerika                              | Engels: United States                        |

### Z
| Korte landsnaam (Nederlands) | Officiële landsnaam (Nederlands) | Korte landsnaam (oorspronkelijke taal/talen)                        |
| ---------------------------- | -------------------------------- | ------------------------------------------------------------------- |
| Zuid-Afrika                  | Unie van Zuid-Afrika             | Afrikaans: Suid-Afrika Engels: South Africa Nederlands: Zuid-Afrika |
| Zweden                       | Koninkrijk Zweden                | Zweeds: Sverige                                                     |
| Zwitserland                  | Zwitserse Bondsstaat             | Duits: Schweiz Frans: Suisse Italiaans: Svizzera                    |

## Dominions van het Britse Rijk
De dominions van het Britse Rijk hadden een grote mate van onafhankelijkheid. Met het Statuut van Westminster (1931) werden de dominions onafhankelijk van het Verenigd Koninkrijk, maar in Nieuw-Zeeland was het statuut tot 25 november 1947 nog niet geratificeerd door het lokale parlement. Newfoundland was de jure ook een dominion van het Britse Rijk, maar had in 1934 het zelfbestuur opgegeven.
| Korte landsnaam (Nederlands)    | Officiële landsnaam (Nederlands) | Korte landsnaam (oorspronkelijke taal/talen) |
| ------------------------------- | -------------------------------- | -------------------------------------------- |
| Nieuw-Zeeland (tot 25 november) | Dominion Nieuw-Zeeland           | Engels: New Zealand                          |

## Niet algemeen erkende landen
In onderstaande lijst zijn landen opgenomen die een ruime internationale erkenning misten, maar wel de facto onafhankelijk waren en de onafhankelijkheid hadden uitgeroepen.
| Korte landsnaam (Nederlands)                      | Officiële landsnaam (Nederlands) | Korte landsnaam (oorspronkelijke taal/talen)            |
| ------------------------------------------------- | -------------------------------- | ------------------------------------------------------- |
| Haiderabad (vanaf 15 augustus)                    | Staat Haiderabad                 | Telugu: Haidarābād / హైదరాబాద్ Urdu: Haidarābād / حیدر آباد |
| Indonesië                                         | Republiek Indonesië              | Indonesisch: Indonesia                                  |
| Jammu en Kashmir (van 15 augustus tot 27 oktober) | Jammu en Kashmir                 | Engels: Jammu and Kashmir Urdu: مقبوضہ کشمیر            |
| Kalat (vanaf 15 augustus)                         | Kanaat Kalat                     | Beloetsji: Kalat / قلات                                 |
| Oost-Turkestan                                    | Oost-Turkestaanse Republiek      | Oeigoers: Sherqiy Türkistan / شەرقىي تۈركىستان          |
| Tibet                                             | Tibet                            | Tibetaans: Bod / བོད་                                    |
| Vietnam                                           | Democratische Republiek Vietnam  | Vietnamees: Việt Nam                                    |

## Niet-onafhankelijke gebieden
Hieronder staat een lijst van afhankelijke gebieden inclusief Åland en Spitsbergen.

### Amerikaans-Britse condominia
| Korte landsnaam (Nederlands) | Status      | Korte landsnaam (oorspronkelijke taal/talen) |
| ---------------------------- | ----------- | -------------------------------------------- |
| Canton en Enderbury          | Condominium | Engels: Canton and Enderbury Islands         |

### Amerikaanse niet-onafhankelijke gebieden
De Amerikaanse Maagdeneilanden en Puerto Rico waren organized unincorporated territories, wat wil zeggen dat het afhankelijke gebieden waren van de Verenigde Staten met een bepaalde vorm van zelfbestuur. Daarnaast waren er nog een aantal unorganized unincorporated territories: Amerikaans-Samoa, Baker, Guam, Howland, Jarvis, Johnston, Kingman, Midway, Navassa, de Panamakanaalzone, de Petreleilanden, Quita Sueño, Roncador, Serrana, Serranilla, de Swaneilanden en Wake. Deze gebieden waren ook afhankelijke gebieden van de VS, maar kenden geen vorm van zelfbestuur. Het Trustgebied van de Pacifische Eilanden was vanaf 18 juli een trustgebied van de Verenigde Naties onder Amerikaans bestuur. Alaska en Hawaï waren als organized incorporated territories een integraal onderdeel van de VS en zijn derhalve niet in onderstaande lijst opgenomen.
Diverse eilandgebieden werden door de Verenigde Staten geclaimd als unorganized unincorporated territories, maar werden door andere landen bestuurd. De eilandgebieden Birnie, Caroline, Fanning, Flint, Funafuti, Gardner, Kersteiland, Malden, McKean, Nukufetau, Nukulaelae, Niulakita, Phoenix, Starbuck, Sydney, Vostok en Washington vielen onder het bestuur van het Verenigd Koninkrijk (als onderdeel van de Gilbert- en Ellice-eilanden). De eilandgebieden Manihiki, Penrhyn, Pukapuka en Rakahanga vielen onder het bestuur van de Nieuw-Zeeland (als onderdeel van de Cookeilanden); en de eilandgebieden Atafu, Bowditch en Nukunonu vielen onder het bestuur van Nieuw-Zeeland (als onderdeel van de Tokelau-eilanden, die bestuurd werden vanuit West-Samoa).
| Korte landsnaam (Nederlands)                          | Status                               | Korte landsnaam (oorspronkelijke taal/talen)           |
| ----------------------------------------------------- | ------------------------------------ | ------------------------------------------------------ |
| Amerikaanse Maagdeneilanden                           | Organized unincorporated territory   | Engels: United States Virgin Islands                   |
| Amerikaans-Samoa                                      | Unorganized unincorporated territory | Engels: American Samoa                                 |
| Baker                                                 | Unorganized unincorporated territory | Engels: Baker Island                                   |
| Guam                                                  | Unorganized unincorporated territory | Engels: Guam                                           |
| Howland                                               | Unorganized unincorporated territory | Engels: Howland Island                                 |
| Jarvis                                                | Unorganized unincorporated territory | Engels: Jarvis Island                                  |
| Johnston                                              | Unorganized unincorporated territory | Engels: Johnston Atoll                                 |
| Kingman                                               | Unorganized unincorporated territory | Engels: Kingman Reef                                   |
| Korea                                                 | Militaire bezetting                  | Engels: Korea Koreaans: Chosŏn / 한국                  |
| Midway                                                | Unorganized unincorporated territory | Engels: Midway Islands                                 |
| Navassa                                               | Unorganized unincorporated territory | Engels: Navassa Island                                 |
| Panamakanaalzone                                      | Unorganized unincorporated territory | Engels: Panama Canal Zone                              |
| Petreleilanden                                        | Unorganized unincorporated territory | Engels: Petrel Islands                                 |
| Puerto Rico                                           | Organized unincorporated territory   | Engels en Spaans: Puerto Rico                          |
| Quita Sueño                                           | Unorganized unincorporated territory | Engels: Quitasueño Bank                                |
| Riukiu-eilanden                                       | Militaire bezetting                  | Engels: Riukiu Islands Japans: Ryūkyū-shotō / 琉球諸島 |
| Roncador                                              | Unorganized unincorporated territory | Engels: Roncador Bank                                  |
| Serrana                                               | Unorganized unincorporated territory | Engels: Serrana Bank                                   |
| Serranilla                                            | Unorganized unincorporated territory | Engels: Serranilla Bank                                |
| Swaneilanden                                          | Unorganized unincorporated territory | Engels: Swan Islands                                   |
| Trustschap van de Pacifische Eilanden (vanaf 18 juli) | Trustschap                           | Engels: Trust Territory of the Pacific Islands         |
| Wake                                                  | Unorganized unincorporated territory | Engels: Wake Island                                    |

### Australisch-Brits-Nieuw-Zeelands territorium
| Korte landsnaam (Nederlands) | Status                                                       | Korte landsnaam (oorspronkelijke taal/talen) |
| ---------------------------- | ------------------------------------------------------------ | -------------------------------------------- |
| Nauru                        | Mandaatgebied (tot 1 november) Trustschap (vanaf 1 november) | Engels: Nauru                                |

### Australische niet-onafhankelijke gebieden
De externe territoria van Australië werden door de Australische overheid gezien als een integraal onderdeel van Australië, maar werden vaak toch beschouwd als afhankelijke gebieden van Australië.
| Korte landsnaam (Nederlands)                  | Status             | Korte landsnaam (oorspronkelijke taal/talen) |
| --------------------------------------------- | ------------------ | -------------------------------------------- |
| Australisch Antarctisch Territorium           | Extern territorium | Engels: Australian Antarctic Territory       |
| Heard en McDonaldeilanden (vanaf 26 december) | Extern territorium | Engels: Heard Island and McDonald Islands    |
| Nieuw-Guinea                                  | Trustschap         | Engels: New Guinea                           |
| Norfolk                                       | Extern territorium | Engels: Norfolk Island                       |
| Papoea                                        | Extern territorium | Engels: Papua                                |

### Belgische niet-onafhankelijke gebieden
| Korte landsnaam (Nederlands) | Status     | Korte landsnaam (oorspronkelijke taal/talen)  |
| ---------------------------- | ---------- | --------------------------------------------- |
| Belgisch-Congo               | Kolonie    | Frans: Congo belge Nederlands: Belgisch-Congo |
| Ruanda-Urundi                | Trustschap | Frans en Nederlands: Ruanda-Urundi            |

### Brits-Franse condominia
| Korte landsnaam (Nederlands) | Status      | Korte landsnaam (oorspronkelijke taal/talen)  |
| ---------------------------- | ----------- | --------------------------------------------- |
| Nieuwe Hebriden              | Condominium | Engels: New Hebrides Frans: Nouvelle-Hébrides |

### Britse niet-onafhankelijke gebieden
In onderstaande lijst zijn onder meer de Britse (kroon)kolonies en protectoraten weergegeven. Jersey, Guernsey en Man hadden als Britse Kroonbezittingen niet de status van kolonie, maar hadden een andere relatie tot het Verenigd Koninkrijk. Bhutan (tot 15 augustus), Brunei, Malakka en Tonga stonden als protected states onder Britse protectie, maar waren, in tegenstelling tot daadwerkelijke protectoraten, grotendeels autonoom aangaande interne aangelegenheden. De Britse Salomonseilanden, Canton en Enderbury (een Amerikaans-Brits condominium), Fiji (inclusief de Pitcairneilanden), de Gilbert- en Ellice-eilanden, de Nieuwe Hebriden (een Brits-Frans condominium) en Tonga werden door één enkele vertegenwoordiger van de Britse Kroon bestuurd onder de naam Britse West-Pacifische Territoria, maar zijn wel apart in de lijst opgenomen. Basutoland, Beetsjoeanaland en Swaziland werden door een vertegenwoordiger bestuurd onder de naam High Commission Territories, maar zijn ook apart in de lijst opgenomen. Bahrein, Koeweit, Muscat en Oman, Qatar en de Verdragsstaten waren protected states en vielen als zodanig onder de Persian Gulf Residency. Ook deze landen zijn apart in de lijst opgenomen. Newfoundland was de jure een onafhankelijk dominion, maar had in 1934 het zelfbestuur opgegeven. Brits-Indië is de term die refereert aan het Britse gezag op het Indische subcontinent. Het bestond uit gebieden die onder direct gezag vielen van de Britse Kroon (het eigenlijke Brits-Indië) en vele semi-onafhankelijke vorstenlanden (princely states) die door hun eigen lokale heersers werden bestuurd, maar onderhorig waren aan de Britse kolonisator. Deze vorstenlanden staan niet in onderstaande lijst vermeld, maar zijn weergegeven op de pagina vorstenlanden van Brits-Indië. Het Koninkrijk Egypte was sinds 1922 de jure onafhankelijk van het Verenigd Koninkrijk, maar stond tot aan de staatsgreep door de Vrije Officieren in 1952 onder grote Britse invloed.
| Korte landsnaam (Nederlands)                            | Status                                                         | Korte landsnaam (oorspronkelijke taal/talen)                                            |
| ------------------------------------------------------- | -------------------------------------------------------------- | --------------------------------------------------------------------------------------- |
| Aden                                                    | Kroonkolonie                                                   | Engels: Aden Colony                                                                     |
| Aden                                                    | Protectoraat                                                   | Arabisch: Maḥmiyyat ʿAdan / محمية عدن Engels: Aden Protectorate                         |
| Anglo-Egyptisch Soedan                                  | Condominium                                                    | Arabisch: السودان الأنجلو مصري Engels: Anglo-Egyptian Sudan                             |
| Bahama-eilanden                                         | Kroonkolonie                                                   | Engels: The Bahamas                                                                     |
| Bahrein                                                 | Protected state                                                | Arabisch: al-Bahrayn / البحرين Engels: Bahrain                                          |
| Barbados                                                | Kroonkolonie                                                   | Engels: Barbados                                                                        |
| Basutoland                                              | Kolonie                                                        | Engels: Basutoland                                                                      |
| Beetsjoeanaland                                         | Protectoraat                                                   | Engels: Bechuanaland                                                                    |
| Bermuda                                                 | Kroonkolonie                                                   | Engels: Bermuda                                                                         |
| Bhutan (tot 15 augustus)                                | Protected state: Koninkrijk Bhutan                             | Dzongkha: Druk Yul / འབྲུག་ཡུལ་ Engels: Bhutan                                             |
| Brits-Birma                                             | Kroonkolonie                                                   | Engels: Burma                                                                           |
| Brits-Ceylon                                            | Kroonkolonie                                                   | Engels: Ceylon                                                                          |
| Britse Benedenwindse Eilanden                           | Kroonkolonie                                                   | Engels: British Leeward Islands                                                         |
| Britse Bovenwindse Eilanden                             | Kroonkolonie                                                   | Engels: British Windward Islands                                                        |
| Britse Goudkust                                         | Kroonkolonie                                                   | Engels: Gold Coast                                                                      |
| (tot 10 maart) Britse Salomonseilanden (vanaf 10 maart) | Protectoraat                                                   | Engels: British Solomon Islands                                                         |
| Brits-Guiana                                            | Kroonkolonie                                                   | Engels: British Guiana                                                                  |
| Brits-Honduras                                          | Kroonkolonie                                                   | Engels: British Honduras                                                                |
| Brits-Indië (tot 15 augustus)                           | Kroonkolonie                                                   | Engels: British Raj / Indian Empire / India                                             |
| Brits-Kameroen                                          | Mandaatgebied                                                  | Engels: Cameroons                                                                       |
| Brits-Somaliland                                        | Protectoraat                                                   | Engels: British Somaliland                                                              |
| Brits-Togoland                                          | Mandaatgebied                                                  | Engels: British Togoland                                                                |
| Brunei                                                  | Protected state: Staat Brunei Darussalam                       | Engels en Maleis: Brunei                                                                |
| Cyprus                                                  | Kroonkolonie                                                   | Engels: Cyprus                                                                          |
| Egeïsche Eilanden (tot 15 september)                    | Britse militaire bezetting van de Italiaanse Egeïsche Eilanden | Engels: Aegean Islands                                                                  |
| Egypte                                                  | Vazalstaat: Koninkrijk Egypte                                  | Arabisch: Miṣr / مصر Engels: Egypt                                                      |
| Eritrea                                                 | Brits militair bestuur over Italiaans-Eritrea                  | Engels en Italiaans: Eritrea                                                            |
| Falklandeilanden                                        | Kroonkolonie                                                   | Engels: Falkland Islands                                                                |
| Fiji                                                    | Kolonie                                                        | Engels: Fiji                                                                            |
| Gambia                                                  | Protectoraat en Kroonkolonie                                   | Engels: The Gambia                                                                      |
| Gibraltar                                               | Kroonkolonie                                                   | Engels: Gibraltar                                                                       |
| Gilbert- en Ellice-eilanden                             | Kroonkolonie                                                   | Engels: Gilbert and Ellice Islands                                                      |
| Guernsey                                                | Brits Kroonbezit                                               | Engels: Guernsey Frans: Guernesey                                                       |
| Heard en McDonaldeilanden (tot 26 december)             | Overzees bezit                                                 | Engels: Heard Island and McDonald Islands                                               |
| Hongkong                                                | Kroonkolonie                                                   | Engels: Hong Kong Kantonees: Hong Kong / 香港                                           |
| Irak (tot 26 oktober)                                   | Koninkrijk Irak onder Britse bezetting                         | Arabisch: al-ʿIrāq / العراق Engels: Iraq                                                |
| Jamaica                                                 | Kroonkolonie                                                   | Engels: Jamaica                                                                         |
| Jersey                                                  | Brits Kroonbezit                                               | Engels en Frans: Jersey                                                                 |
| Kenia                                                   | Protectoraat en Kroonkolonie                                   | Engels: Kenya                                                                           |
| Koeweit                                                 | Protected state: Sjeikdom Koeweit                              | Arabisch: al-Kuwayt / الكويت Engels: Kuwait                                             |
| Line-eilanden                                           | Overzees bezit                                                 | Engels: Line Islands                                                                    |
| Malakka                                                 | Protected state: Unie van Malakka                              | Engels: Malaya Maleis: Persekutuan Tanah Melayu                                         |
| Maldivische Eilanden                                    | Protectoraat: Sultanaat der Maldiven                           | Engels: Maldive Islands                                                                 |
| Malta                                                   | Kroonkolonie                                                   | Engels, Italiaans en Maltees: Malta                                                     |
| Man                                                     | Brits Kroonbezit                                               | Engels: Isle of Man Manx-Gaelisch: Ellan Vannin                                         |
| Mauritius                                               | Kroonkolonie                                                   | Engels: Mauritius                                                                       |
| Muscat en Oman                                          | Protected state: Sultanaat Muscat en Oman                      | Arabisch: Umān / عُمان Engels: Oman                                                      |
| Newfoundland                                            | Dominion zonder zelfbestuur                                    | Engels: Newfoundland                                                                    |
| Nigeria                                                 | Protectoraat en kroonkolonie                                   | Engels: Nigeria                                                                         |
| Noord-Borneo                                            | Kroonkolonie                                                   | Engels: North Borneo                                                                    |
| Noord-Rhodesië                                          | Protectoraat                                                   | Engels: Northern Rhodesia                                                               |
| Nyasaland                                               | Protectoraat                                                   | Engels: Nyasaland                                                                       |
| Oeganda                                                 | Protectoraat                                                   | Engels: Uganda                                                                          |
| Palestina                                               | Mandaatgebied                                                  | Arabisch: Filasţīn / فلسطين Engels: Palestine Hebreeuws: Palestína (EY) / (פָּלֶשְׂתִּינָה (א"י |
| Prins Edwardeilanden                                    | Overzees bezit                                                 | Engels: Prince Edward Islands                                                           |
| Qatar                                                   | Protected state                                                | Arabisch: Qatar / قطر Engels: Qatar                                                     |
| (tot 10 maart) Sarawak (vanaf 10 maart)                 | Kroonkolonie                                                   | Engels: Sarawak Maleis: Sarawak / سراوق                                                 |
| Seychellen                                              | Kroonkolonie                                                   | Engels: Seychelles                                                                      |
| Sierra Leone                                            | Kroonkolonie en protectoraat                                   | Engels: Sierra Leone                                                                    |
| Singapore                                               | Kroonkolonie                                                   | Engels: Singapore                                                                       |
| Sint-Helena                                             | Kroonkolonie                                                   | Engels: Saint Helena                                                                    |
| Somalië                                                 | Brits militair bestuur over Italiaans-Somaliland               | Engels en Italiaans: Somalia                                                            |
| Suezkanaalzone                                          | Kroonkolonie                                                   | Engels: Suez Canal Zone                                                                 |
| Swaziland                                               | Protectoraat: Koninkrijk Swaziland                             | Engels: Swaziland Swazi: eSwatini                                                       |
| Tanganyika                                              | Mandaatgebied                                                  | Engels: Tanganyika                                                                      |
| Tonga                                                   | Protected state: Koninkrijk Tonga                              | Engels en Tongaans: Tonga                                                               |
| Trinidad en Tobago                                      | Kroonkolonie                                                   | Engels: Trinidad and Tobago                                                             |
| Verdragsstaten                                          | Protected states                                               | Arabisch: ولايات الساحل المتصالح Engels: Trucial States                                 |
| Zanzibar                                                | Protectoraat: Sultanaat Zanzibar                               | Arabisch: Zanjibār / زنجبار Engels: Zanzibar                                            |
| Zuid-Rhodesië                                           | Kroonkolonie                                                   | Engels: Southern Rhodesia                                                               |

### Deense niet-onafhankelijke gebieden
Faeröer was een provincie van Denemarken en was dus eigenlijk een integraal onderdeel van dat land.
| Korte landsnaam (Nederlands) | Status    | Korte landsnaam (oorspronkelijke taal/talen) |
| ---------------------------- | --------- | -------------------------------------------- |
| Faeröer                      | Provincie | Deens: Færøerne                              |
| Groenland                    | Kolonie   | Deens: Grønland                              |

### Finse niet-onafhankelijke gebieden
Åland maakte eigenlijk integraal onderdeel uit van Finland, maar heeft sinds de Vrede van Parijs (1856) een internationaal erkende speciale status met grote autonomie.
| Korte landsnaam (Nederlands) | Status          | Korte landsnaam (oorspronkelijke taal/talen) |
| ---------------------------- | --------------- | -------------------------------------------- |
| Åland                        | Autonoom gebied | Zweeds: Åland                                |

### Franse niet-onafhankelijke gebieden
Frans-West-Afrika was een federatie van Franse koloniën bestaande uit Dahomey, Frans-Guinea, Frans-Soedan, Ivoorkust, Mauritanië, Niger, Opper-Volta (vanaf 4 september) en Senegal. Frans-Equatoriaal Afrika was een kolonie die bestond uit vier territoria: Gabon, Midden-Congo, Oubangui-Chari en Tsjaad. De Unie van Indochina, ofwel Frans-Indochina, was een federatie die bestond uit het Protectoraat Cambodja, het Koninkrijk Laos, het Protectoraat Annam, het Protectoraat Tonkin en de kolonie Frans-Cochin-China. De Democratische Republiek Vietnam (Noord-Vietnam) had zich in 1945 onafhankelijk verklaard en had de controle over een deel van Tonkin en Annam. Algerije werd, met uitzondering van de zuidelijke territoria, bestuurd als een integraal onderdeel van Frankrijk, maar is wel apart in de lijst opgenomen.
| Korte landsnaam (Nederlands) | Status                                                                 | Korte landsnaam (oorspronkelijke taal/talen) |
| ---------------------------- | ---------------------------------------------------------------------- | -------------------------------------------- |
| Algerije                     | Verzameling departementen en territoria                                | Frans: Algérie                               |
| Comoren                      | Overzees territorium                                                   | Frans: Comores                               |
| Frans-Equatoriaal-Afrika     | Overzees territorium                                                   | Frans: Afrique équatoriale française         |
| Frans-Guyana                 | Overzeese regio en overzees departement                                | Frans: Guyane                                |
| Frans-Indië                  | Overzees territorium                                                   | Frans: Établissements français de l'Inde     |
| Frans-Kameroen               | Mandaatgebied                                                          | Frans: Cameroun                              |
| Frans-Madagaskar             | Overzees territorium                                                   | Frans: Madagascar                            |
| Frans-Marokko                | Protectoraat                                                           | Arabisch: al-Maghrib / المغرب Frans: Maroc   |
| Frans-Oceanië                | Overzees territorium                                                   | Frans: Océanie française                     |
| Frans-Somaliland             | Overzees territorium                                                   | Frans: Côte française des Somalis            |
| Frans-Togoland               | Mandaatgebied                                                          | Frans: Togoland français                     |
| Frans-West-Afrika            | Overzees territorium                                                   | Frans: Afrique occidentale française         |
| Guadeloupe                   | Overzeese regio en overzees departement                                | Frans: Guadeloupe                            |
| Martinique                   | Overzeese regio en overzees departement                                | Frans: Martinique                            |
| Nieuw-Caledonië              | Overzees territorium                                                   | Frans: Nouvelle-Calédonie                    |
| Réunion                      | Overzeese regio en overzees departement                                | Frans: Réunion                               |
| Saarland (vanaf 15 december) | Protectoraat                                                           | Duits: Saarland Frans: Sarre                 |
| Saint-Pierre en Miquelon     | Overzees territorium                                                   | Frans: Saint-Pierre et Miquelon              |
| Tunesië                      | Protectoraat                                                           | Arabisch: Tūnis / تونس Frans: Tunisie        |
| Unie van Indochina           | Federatie van Franse koloniën en protectoraten: Indo-Chinese Federatie | Frans: Fédération indochinoise               |
| Wallis en Futuna             | Kolonie                                                                | Frans: Wallis-et-Futuna                      |

### Niet-onafhankelijke gebieden onder geallieerde bezetting
| Korte landsnaam (Nederlands) | Status                                           | Korte landsnaam (oorspronkelijke taal/talen)        |
| ---------------------------- | ------------------------------------------------ | --------------------------------------------------- |
| Duitsland                    | Duitsland onder geallieerde bezetting            | Duits: Deutschland                                  |
| Japan                        | Geallieerde bezetting van Japan                  | Japans: Nihon / 日本                                |
| Libië                        | Geallieerde bezetting van Libië                  | Arabisch: Lībiyā / ليبيا Engels: Libya Frans: Libye |
| Oostenrijk                   | Republiek Oostenrijk onder geallieerde bezetting | Duits: Österreich                                   |

### Indiase niet-onafhankelijke gebieden
| Korte landsnaam (Nederlands) | Status                          | Korte landsnaam (oorspronkelijke taal/talen)                              |
| ---------------------------- | ------------------------------- | ------------------------------------------------------------------------- |
| Bhutan (vanaf 15 augustus)   | Protectoraat: Koninkrijk Bhutan | Dzongkha: Druk Yul / འབྲུག་ཡུལ་                                              |
| Sikkim (vanaf 15 augustus)   | Protectoraat: Koninkrijk Sikkim | Engels: Sikkim Nepalees: Sikkim / सिक्किम Sikkimees: ′Bras Ljongs / འབྲས་ལྗོངས་ |

### Internationale niet-onafhankelijke gebieden
| Korte landsnaam (Nederlands) | Status              | Korte landsnaam (oorspronkelijke taal/talen)                         |
| ---------------------------- | ------------------- | -------------------------------------------------------------------- |
| Tanger                       | Internationale zone | Arabisch: Ṭanjah / طنجة Engels: Tangier Frans: Tanger Spaans: Tánger |

### Japanse niet-onafhankelijke gebieden
| Korte landsnaam (Nederlands)               | Status        | Korte landsnaam (oorspronkelijke taal/talen) |
| ------------------------------------------ | ------------- | -------------------------------------------- |
| Zuid-Pacifisch Mandaatgebied (tot 18 juli) | Mandaatgebied | Japans: Nan'yō-chō / 南洋庁                  |

### Nederlandse niet-onafhankelijke gebieden
| Korte landsnaam (Nederlands) | Status             | Korte landsnaam (oorspronkelijke taal/talen) |
| ---------------------------- | ------------------ | -------------------------------------------- |
| Curaçao                      | Overzees rijksdeel | Nederlands: Gebiedsdeel Curaçao              |
| Nederlands-Indië             | Overzees rijksdeel | Nederlands: Nederlands-Indië                 |
| Suriname                     | Overzees rijksdeel | Nederlands: Suriname                         |

### Nieuw-Zeelandse niet-onafhankelijke gebieden
| Korte landsnaam (Nederlands) | Status                                                        | Korte landsnaam (oorspronkelijke taal/talen) |
| ---------------------------- | ------------------------------------------------------------- | -------------------------------------------- |
| Cookeilanden                 | Afhankelijk gebied                                            | Engels: Cook Islands                         |
| Niue                         | Afhankelijk gebied                                            | Engels: Niue                                 |
| Ross Dependency              | Afhankelijk gebied                                            | Engels: Ross Dependency                      |
| Tokelau-eilanden             | Afhankelijk gebied                                            | Engels: Tokelau Islands                      |
| West-Samoa                   | Mandaatgebied (tot 25 januari) Trustgebied (vanaf 25 januari) | Engels: Western Samoa                        |

### Noorse niet-onafhankelijke gebieden
Spitsbergen maakte eigenlijk integraal onderdeel uit van Noorwegen, maar had volgens het Spitsbergenverdrag een internationaal erkende speciale status met grote autonomie. Jan Mayen viel niet onder het Spitsbergenverdrag, maar werd wel bestuurd door de gouverneur van Spitsbergen.
| Korte landsnaam (Nederlands) | Status                                                 | Korte landsnaam (oorspronkelijke taal/talen) |
| ---------------------------- | ------------------------------------------------------ | -------------------------------------------- |
| Bouvet                       | Afhankelijk gebied                                     | Noors: Bouvetøya                             |
| Jan Mayen                    | Gebied onder bestuur van de gouverneur van Spitsbergen | Noors: Jan Mayen                             |
| Koningin Maudland            | Afhankelijk gebied                                     | Noors: Dronning Maud Land                    |
| Peter I-eiland               | Afhankelijk gebied                                     | Noors: Per 1.s øy                            |
| Spitsbergen                  | Gebied met speciale status                             | Noors: Svalbard                              |

### Portugese niet-onafhankelijke gebieden
| Korte landsnaam (Nederlands)   | Status                      | Korte landsnaam (oorspronkelijke taal/talen) |
| ------------------------------ | --------------------------- | -------------------------------------------- |
| Kaapverdië                     | Kolonie                     | Portugees: Cabo Verde                        |
| Macau                          | Kolonie                     | Portugees: Macau                             |
| Portugees-Guinea               | Kolonie                     | Portugees: Guiné Portuguesa                  |
| Portugees-Indië (ook wel: Goa) | Kolonie                     | Portugees: Estado da Índia                   |
| Portugees-Oost-Afrika          | Kolonie: Kolonie Mozambique | Portugees: Moçambique                        |
| Portugees-Timor                | Kolonie                     | Portugees: Timor Português                   |
| Portugees-West-Afrika          | Kolonie: Kolonie Angola     | Portugees: Angola                            |
| Sao Tomé en Principe           | Kolonie                     | Portugees: São Tomé e Príncipe               |

### Niet-onafhankelijke gebieden van de Sovjet-Unie
| Korte landsnaam (Nederlands) | Status | Korte landsnaam (oorspronkelijke taal/talen)      |
| ---------------------------- | --- | ------------------------------------------------- |
| Bulgarije (tot 15 september) | Volksrepubliek Bulgarije onder militaire bezetting van de Sovjet-Unie                                       | Bulgaars: Bălgarija / България Russisch: Болгария |
| Finland (tot 15 september)   | Republiek Finland onder militaire bezetting van de Sovjet-Unie                                              | Fins: Suomi Russisch: Финляндия Zweeds: Finland   |
| Hongarije (tot 15 september) | Republiek Hongarije onder bezetting door de Sovjet-Unie                                                     | Hongaars: Magyar Russisch: Венгрия                |
| Noord-Korea                  | Militaire bezetting door de Sovjet-Unie over Korea bestuurd door het Voorlopig Volkscomité voor Noord-Korea | Koreaans: Russisch:                               |
| Roemenië (tot 15 september)  | Koninkrijk Roemenië onder militaire bezetting van de Sovjet-Unie                                            | Roemeens: România Russisch: Румыния               |

### Spaanse niet-onafhankelijke gebieden
| Korte landsnaam (Nederlands) | Status       | Korte landsnaam (oorspronkelijke taal/talen)                                  |
| ---------------------------- | ------------ | ----------------------------------------------------------------------------- |
| Spaans-Guinea                | Kolonie      | Spaans: Guinea Española                                                       |
| Spaans-Marokko               | Protectoraat | Arabisch: Isbāniyā fi-l-Magrib / إسبَانِيَا بالمَغْربْ Spaans: Español de Marruecos |
| Spaans-West-Afrika           | Kolonie      | Spaans: África Occidental Española                                            |

### Zuid-Afrikaanse niet-onafhankelijke gebieden
| Korte landsnaam (Nederlands) | Status        | Korte landsnaam (oorspronkelijke taal/talen)                                    |
| ---------------------------- | ------------- | ------------------------------------------------------------------------------- |
| Zuidwest-Afrika              | Mandaatgebied | Afrikaans: Suidwes-Afrika Engels: South West Africa Nederlands: Zuidwest-Afrika |